# エルデネト
エルデネト（モンゴル語: Эрдэнэт、「富とともに」の意、エルデネットとも）は、モンゴル北部の都市。オルホン県の県都で、国内第2位の人口を有する。

## 概要
アジアで最大、世界でも4番目に大きい銅鉱の開発のため、1975年に建設された。
ウランバートルの北西240 km、セレンガ川とオルホン川にはさまれた盆地に位置する。ウランバートルとの道路距離は371 kmである。
1978年に設立されたモンゴルとロシアの合弁企業「エルデネト鉱業株式会社」は、モンゴルの国家財政におけるハードカレンシー収入に一役も二役も買っている。

## 経済
市内では年間2,223万トンの鉱石が採掘され、12万6,700トンの銅と1,954トンのモリブデンが製錬される。この鉱山だけでGDPの13.5 %、国税収入の7 %がまかなわれる。

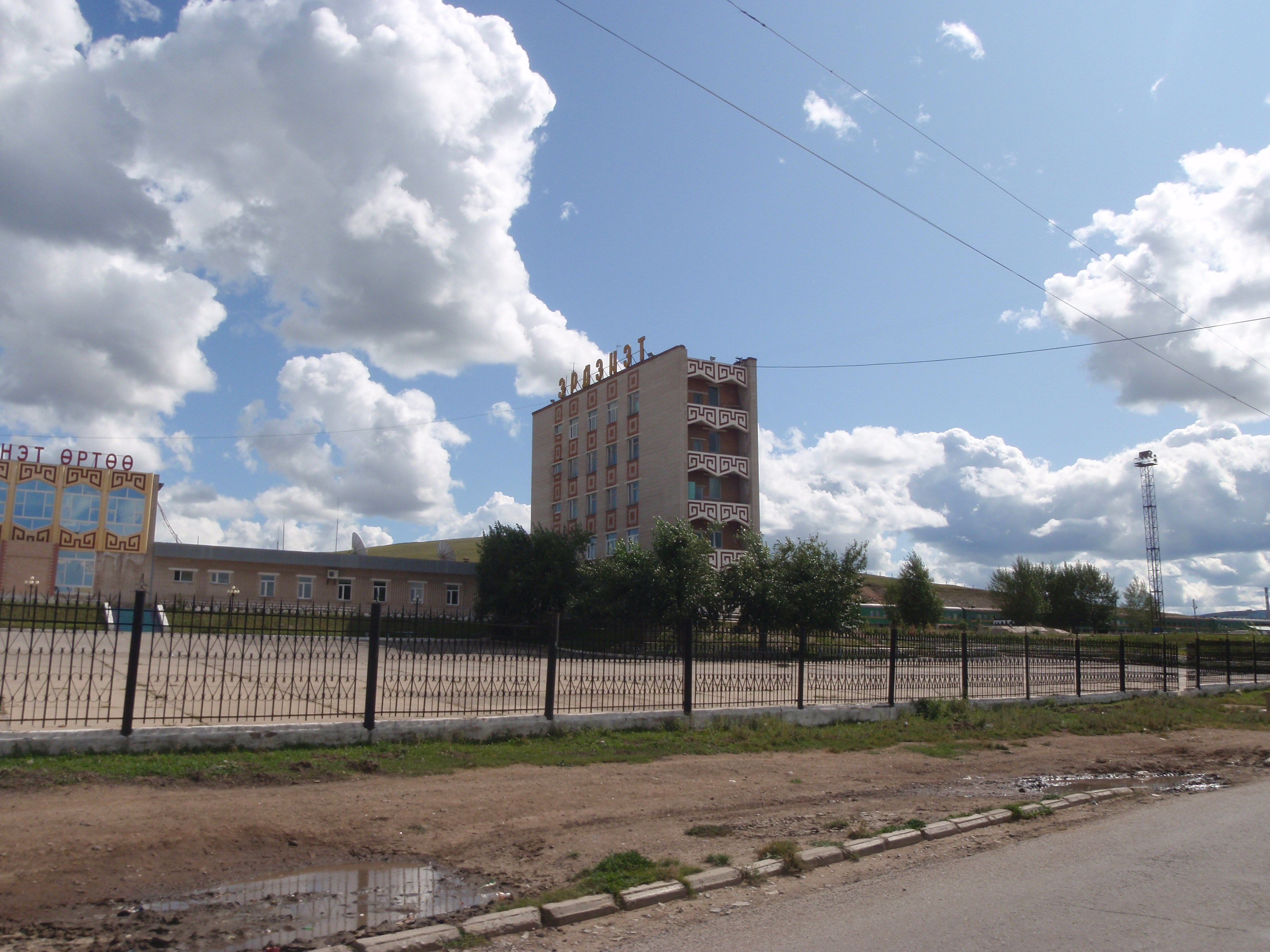
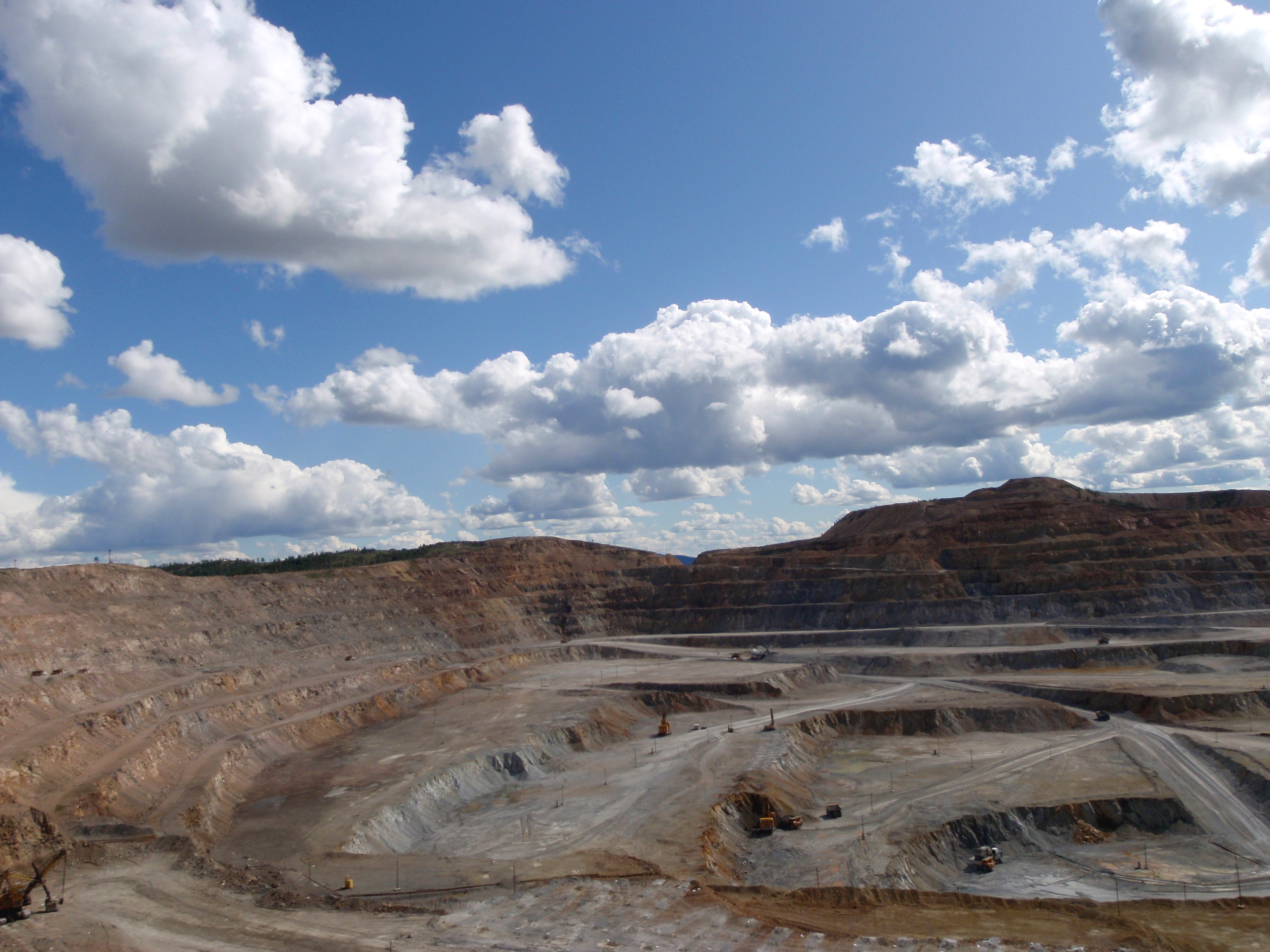
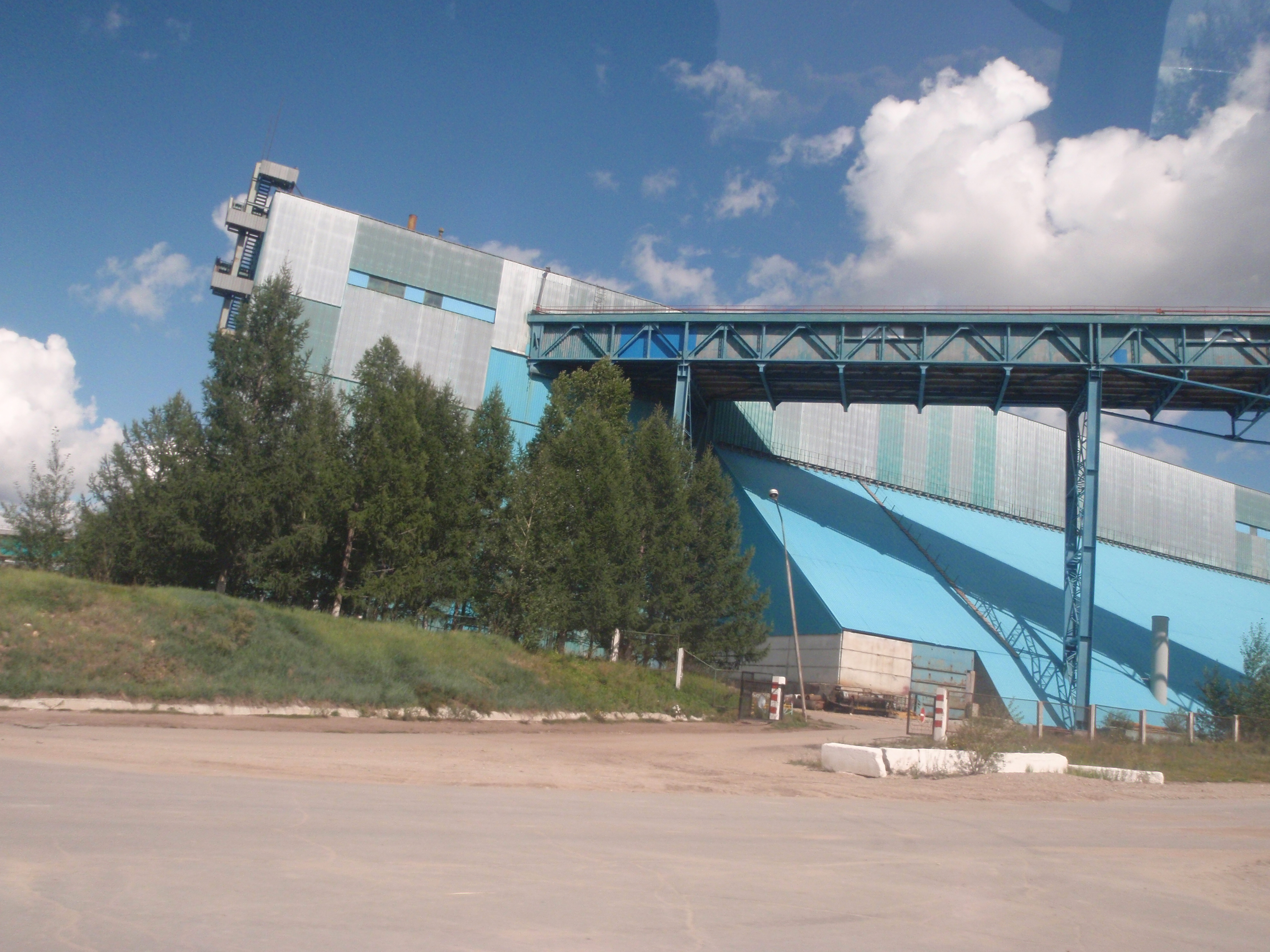
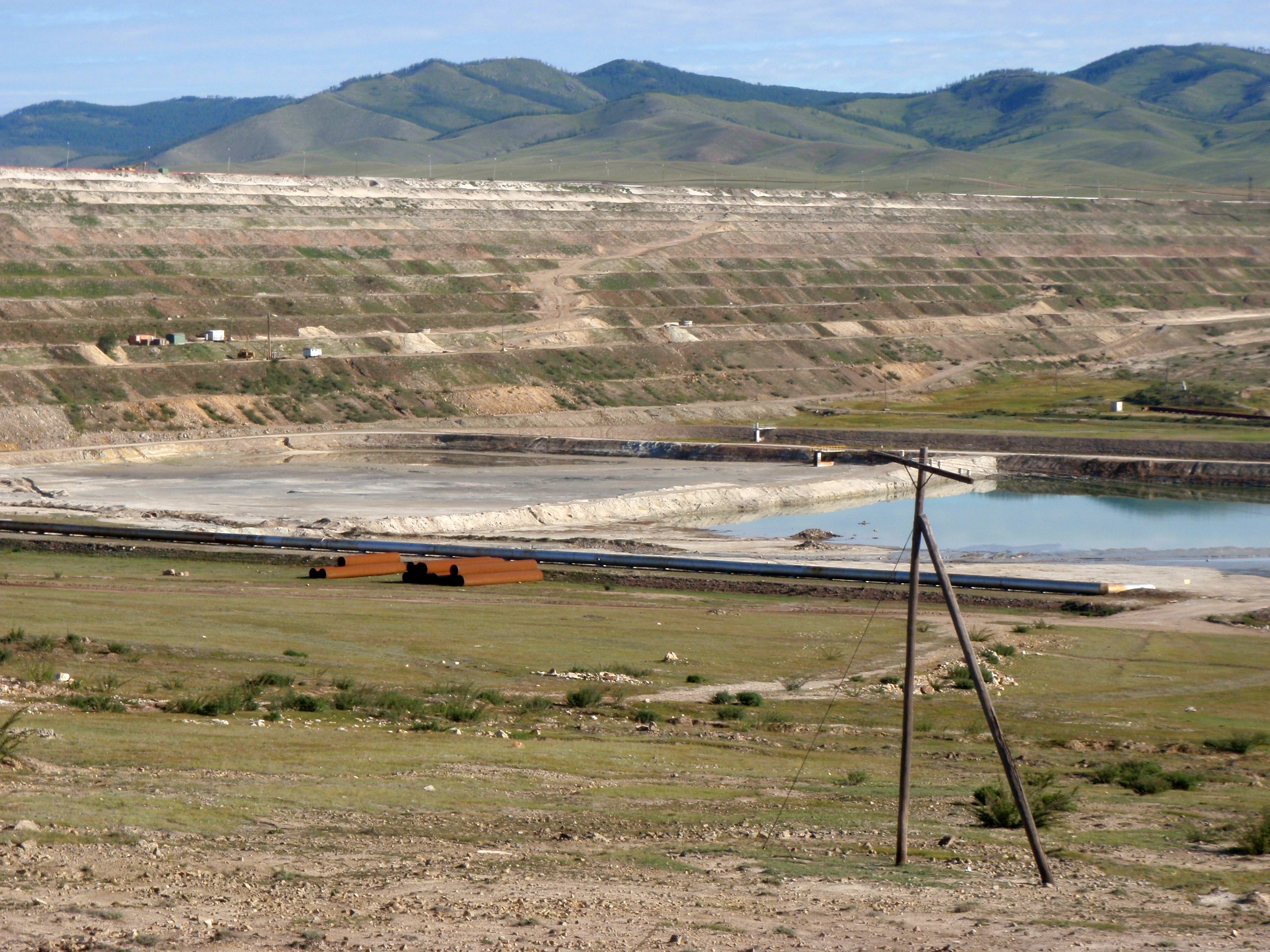

## 人口統計[3][4][5][6][7][8]
人口の推移
| 年             | 人口       |
| -------------- | ---------- |
| 1975年推計     | 4100人     |
| 1979年国勢調査 | 3万1900人  |
| 1981年推計     | 3万8700人  |
| 1985年推計     | 4万5400人  |
| 1989年国勢調査 | 5万6100人  |
| 1994年推計     | 6万3000人  |
| 2000年国勢調査 | 6万8310人  |
| 2003年推計     | 7万8882人  |
| 2004年推計     | 8万858人   |
| 2005年推計     | 8万1249人  |
| 2006年推計     | 8万3160人  |
| 2007年推計     | 8万5121人  |
| 2008年推計     | 8万6866人  |
| 2021年推計     | 10万0728人 |

## 姉妹都市[9]
- フェアバンクス（アメリカ合衆国 アラスカ州）
- ウラン・ウデ（ロシア連邦 ブリヤート共和国）
- エドレミット（トルコ共和国 マルマラ地方 バルケスィル県）
- セーケシュフェヘールヴァール（ハンガリー共和国 フェイェール県）

## ギャラリー

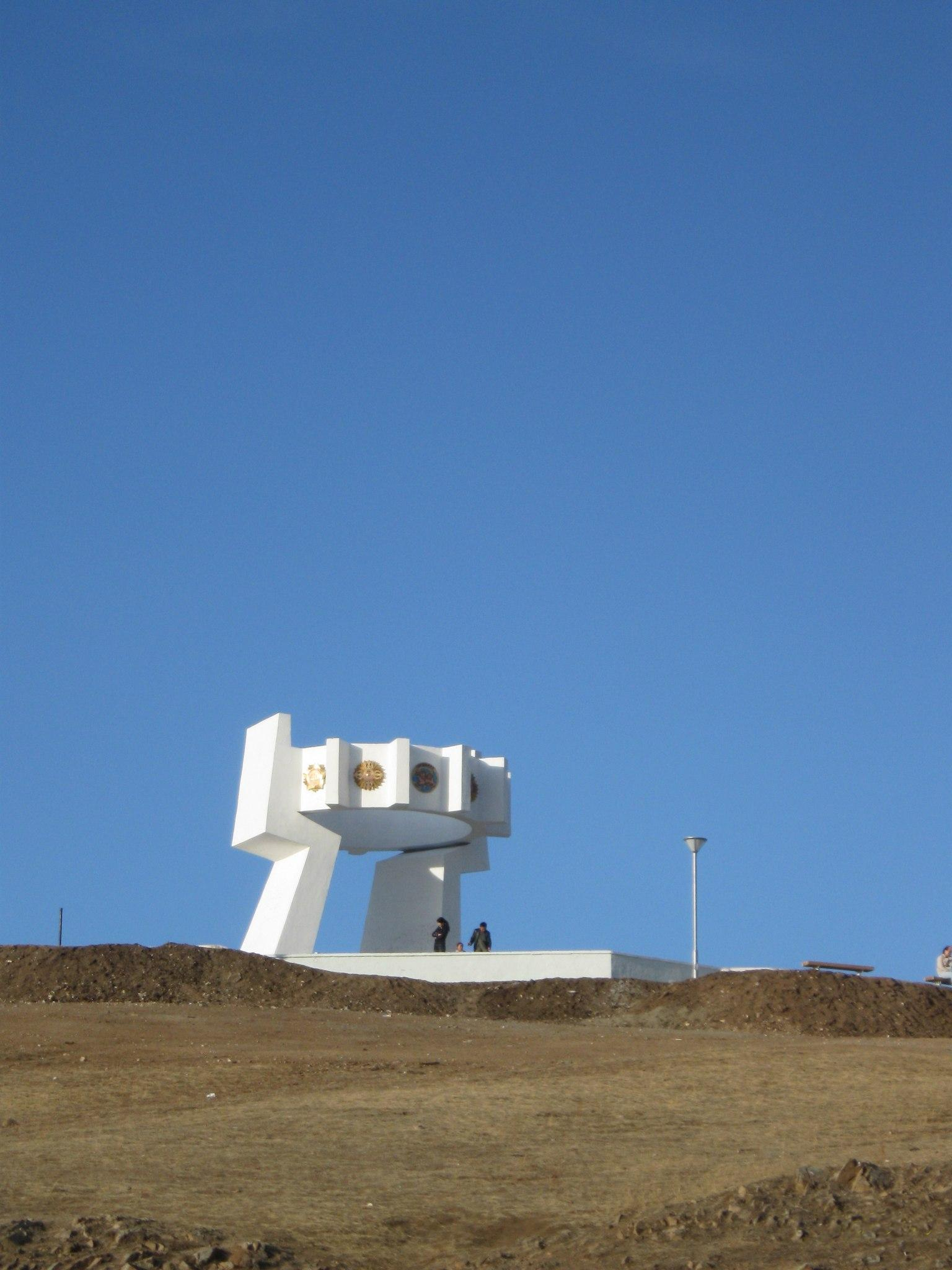
「友愛のモニュメント」
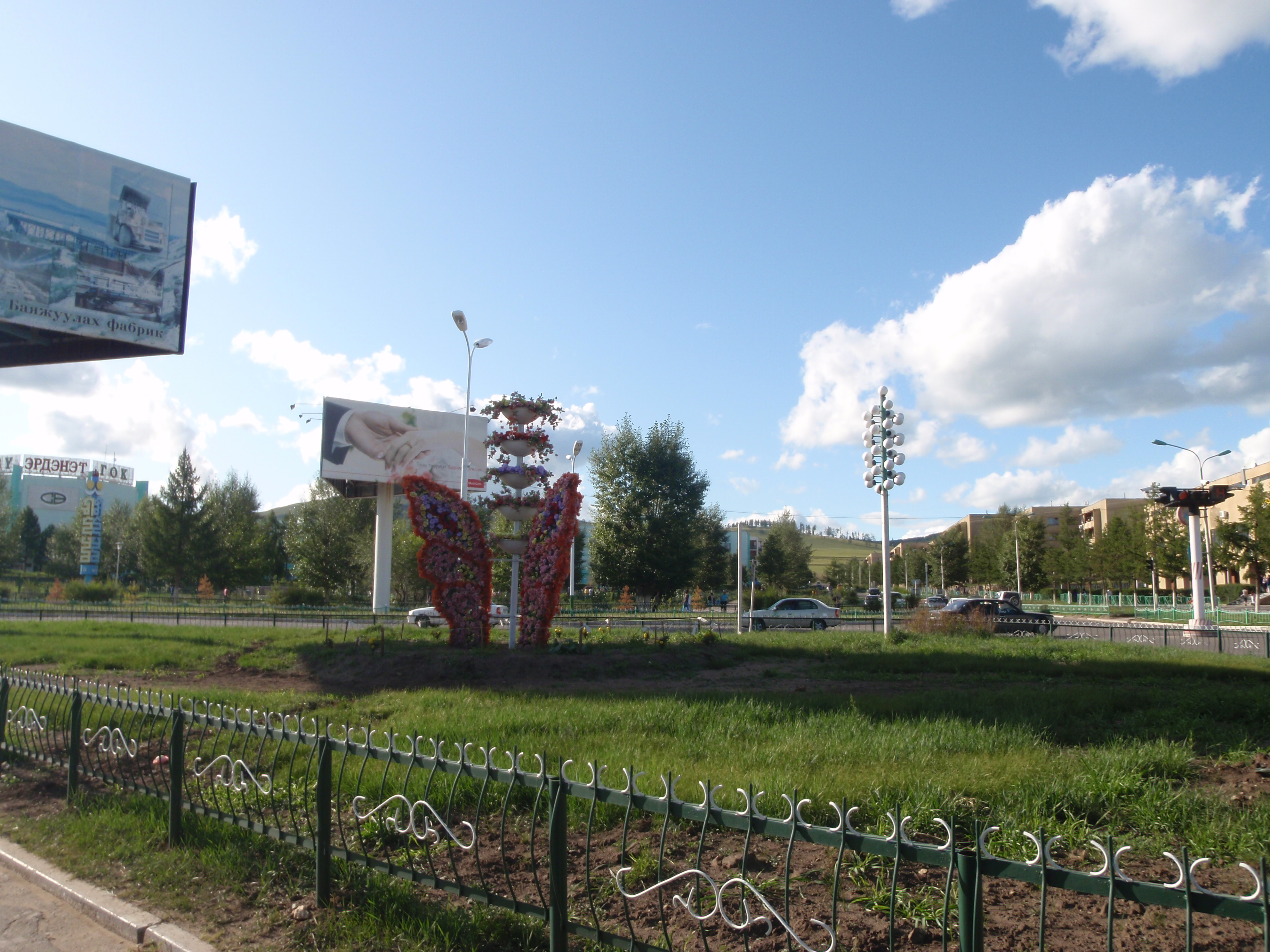
中心市街地
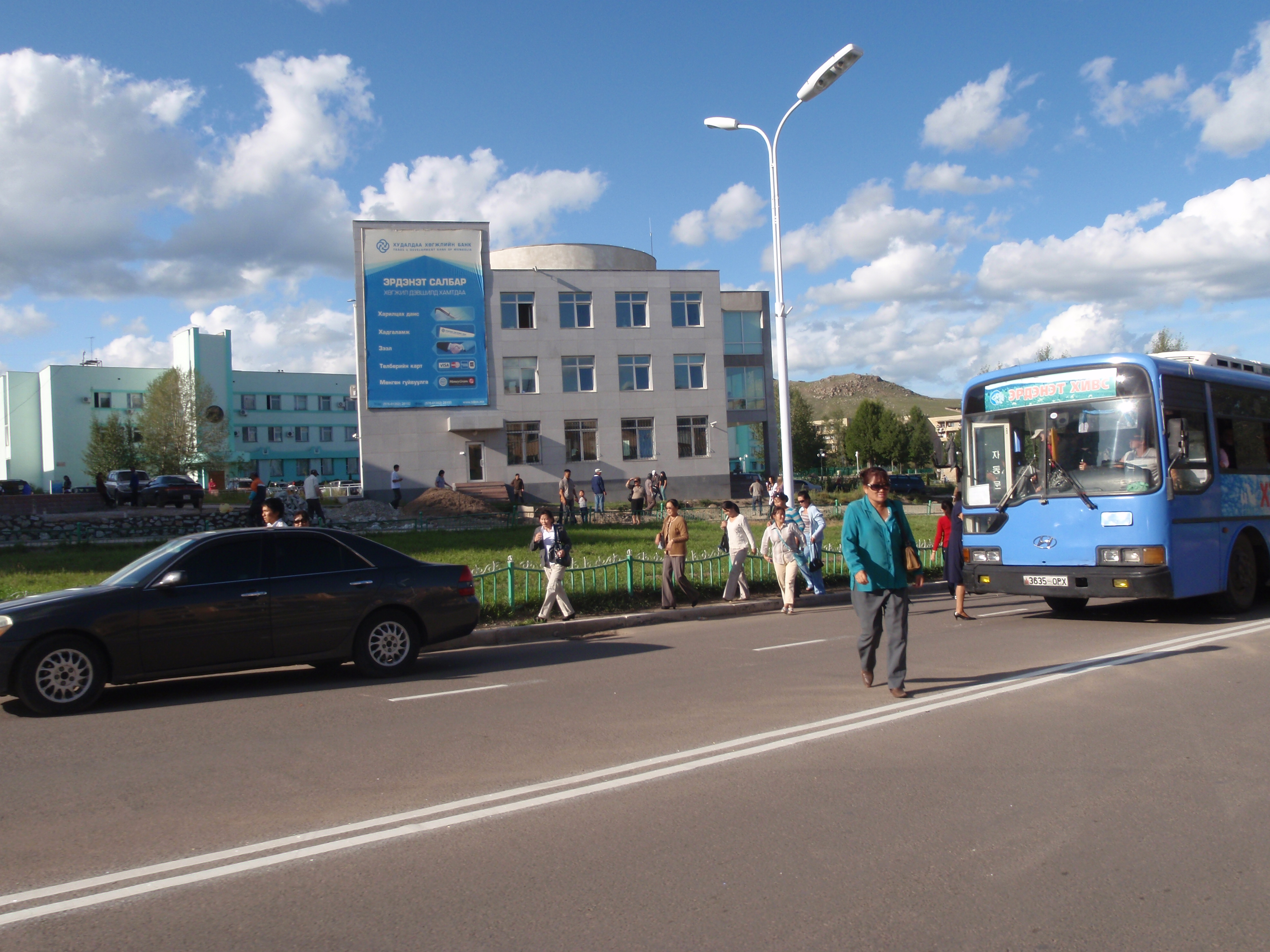